# Schlacht von Arques (1589)

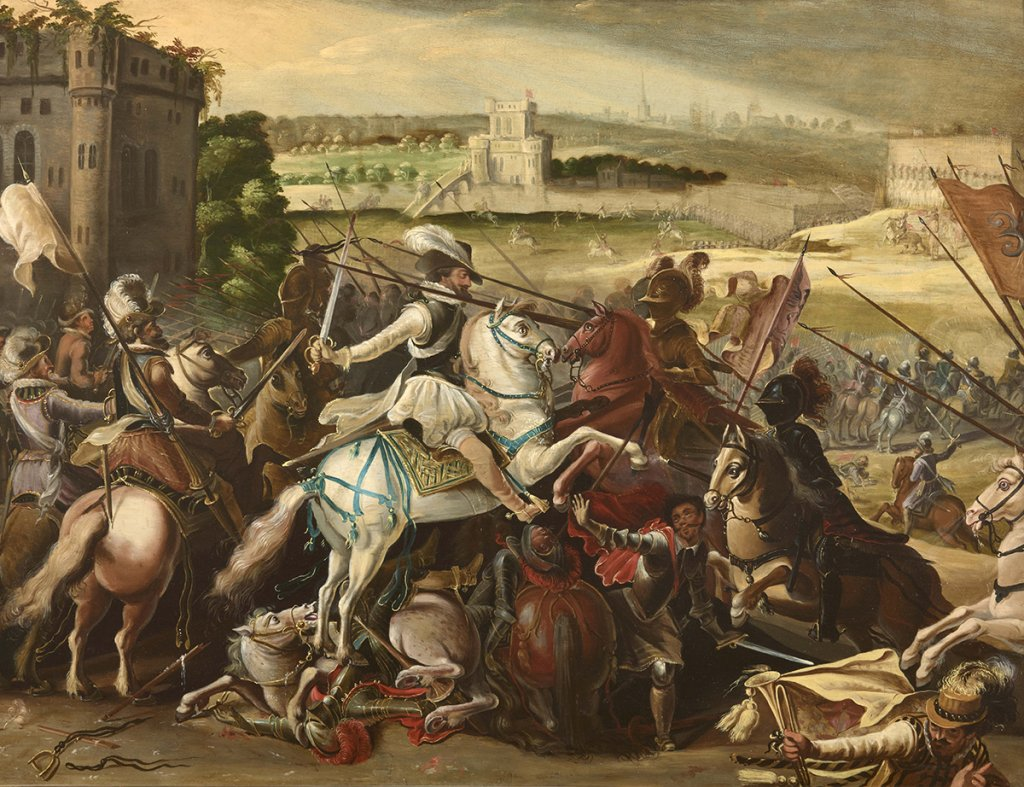
Henri IV à la bataille d’Arques, 21. septembre 1589, anonym, ca. 1590, Schloss Versailles

Die Schlacht von Arques fand vom 15. bis 29. September 1589 zwischen den Truppen des französischen Königs Heinrich IV. und denen der Liga unter Charles de Mayenne statt.

## Kontext
Nach dem Tod König Heinrichs III. bestieg Henri de Bourbon, der protestantische König von Navarra, als Heinrich IV. den Thron. Er erklärte sehr schnell, dass er die „katholische, apostolische und römische Religion erhalten und bewahren“ wolle; die großen französischen Städte schlossen sich jedoch der Katholischen Liga unter ihrem Kommandanten Charles de Mayenne an, dem jüngeren Bruder des verstorbenen Duc de Guise.
Zu diesem Zeitpunkt war die königliche Armee Heinrich IV. nur ein Schatten ihrer selbst. Der König konnte nur auf 20.000 Männer bauen, um ein Königreich zu erobern, das sich ihm verweigerte. Um die Rückeroberung zu schaffen, teilte er seine Armee in drei Kommandos ein: der Herzog von Longueville für die Picardie, der Marschall d’Aumont für die Champagne und er selbst, um die Normandie zu behaupten, während er auf Verstärkungen wartete, die die englische Königin Elisabeth I. zugesagt hatte.
So richtete Heinrich IV. sein Feldlager für seine 8000 Männer am 6. August 1589 in Dieppe ein.

## Vorbereitungen
Auf Seiten seiner Gegner befand sich Charles de Mayenne als Führer der Katholischen Liga, der diesen strategischen Hafen der Normandie wiedergewinnen und insbesondere Heinrich IV. vertreiben wollte. Er versammelte mit Blick auf die Erstürmung der Stadt 35.000 Männer (dazu Milizen aus Cambrai und die Lothringer des Marquis de Pont-à-Mousson).
Heinrich IV wusste, dass eine Offensive gegen diese Armee zwecklos sein würde und ein Verbleib in der Stadt selbstmörderisch. Nachdem er Longueville und Aumont gewarnt hatte, entschloss er sich, in Richtung des Dorfes Arques zu ziehen und dort die Verteidigung zu platzieren: er ließ dort Erdarbeiten machen und die Befestigungen konsolidieren. Er machte sich selbst zum Herrn über das Terrain und bereitete sich auf einen Frontalangriff der Liga unter Führung von Charles de Mayenne vor.

## Die Schlacht
Zwischen dem 15. und 29. September 1589 startete Mayenne mehrere Angriffe auf Arques und seine Umgebung, aber der Schwung Mayennes wurde bald von der königlichen Artillerie gebrochen. Die Angriffe führten auf beiden Seiten zu hohen Verlusten und bald wurde der Mangel an Männern auf Heinrichs Seite deutlich spürbar.
Heinrichs Rettung kam ab dem 23. September 1589 vom Meer: 50 Engländer, 1200 Schotten und schließlich 4000 britische Soldaten, die von Elisabeth I. geschickt worden waren, kamen in weniger als drei Tage in Wellen aus England, um dem neuen König von Frankreich zur Hand zu gehen. 500 Arkebusiere unter François de Coligny brachten dem König dann den Sieg. Angesichts dieser Situation zog der Herzog von Mayenne es vor, aufzugeben.
Nach der Schlacht machte Heinrich IV. in einem benachbarten Schloss eine kurze Rast und kratzte mit einem Diamanten in eine der Fensterscheiben, bevor er weiterritt: „Dieu gard de mal ma mie. Ce 22 de Septembre 1589 – HENRI“.